# Hedgehog Pie
Hedgehog Pie vormde het voorfront van de Engelse electric folk beweging, met invloeden van jazz en rock in hun arrangementen van traditionele en zelf gecomponeerde liederen en wijzen. Hun studioalbums stonden op een hoog peil en zij toerden met muzikanten zoals John Martyn en Richard Thompson in de zeventiger jaren van de vorige eeuw.
Vanaf hun eerste album in 1974 zouden zij zes jaar vol maken.
Die zes jaar begon met een zestal muzikanten; Martin Jenkins (later Whippersnapper, Bert Jansch Band) Mick Doonan, Jed Grimes en Stu and Margi Luckley. In hun muziek gebruikten zij onder andere Bulgaarse rhytmes en metal. 

## Discografie
- Hedgehog Pie - 1975
- The Green Lady - 1975
- Just Act Normal - 1978